# Routes du sel en Italie

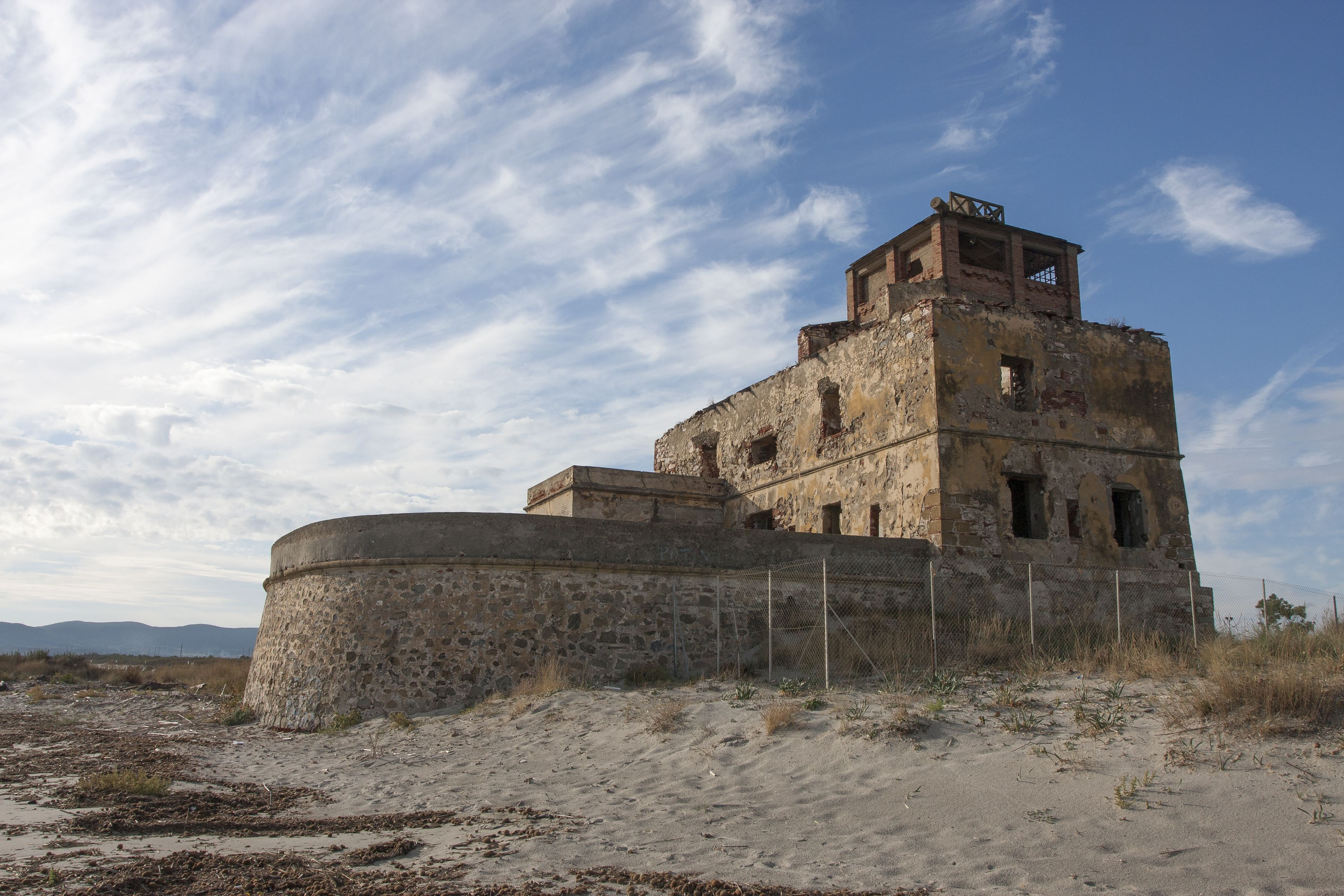
Tour du sel (XVIIIe siècle), étape sur la route du sel en Toscane.

Les routes du sel en Italie (vie del sale en italien), étaient des parcours et routes de navigation traditionnels utilisés par les marchands de sel en Italie.
Il n’existe pas une unique route du sel : chacune des diverses peuplades émiliennes, lombardes et piémontaises avaient un réseau de sentiers pour amener les marchandises, principalement la laine et les armes, vers la côte et y récupérer le sel, indispensable pour la conservation des aliments sur une longue période. La production du fromage et charcuterie, la conservation de la viande, du poisson et aussi des olives, demandait de grande quantité de ce précieux produit ; également précieux pour les activités artisanales comme le tannage des peaux et la teinturerie.
Mettre en communication la Plaine du Pô avec la Ligurie, les territoires français de la Provence ou ceux du canton du Valais en Suisse, permettait le commerce et l’acheminement du sel qui était difficile à trouver dans les régions septentrionales, éloignées de  la mer.
- La route du sel émilienne parcourait le val Trebbia et le val di Taro.
- La route du sel lombarde suivait entièrement la valle Staffora (province de Pavie), parcourait la crête qui sépare la val Borbera (province d'Alexandrie) de le val Boreca (province de Plaisance), passant par le mont Antola pour redescendre en val Trebbia, à Torriglia, point de rencontre avec les routes piémontaises et émiliennes, et de là rejoignaient Gênes.
- Une des routes du sel piémontaises mettait en communication le territoire de Saluces avec le Dauphiné et la Provence, en France, à travers le tunnel de la Traversette à 2900 mètres creusé dans le mont Viso.
- L' axe sud-nord des vallées alpines, permettait au sel qui transitait sur le territoire italien de passer les Alpes : par exemple le Stockalperweg qui, de Domodossola, remontait le Val Bognanco, passait le col du Simplon et descendait à Brigue, dans le canton du Valais (Suisse).

## Histoire
Après la chute des Lombards, du fait de Charlemagne, le Saint-Empire romain germanique constitua des fiefs impériaux chargés de maintenir un passage sûr vers la mer, en assignant ces territoires à des familles fidèles qui, pendant des siècles, contrôlèrent les vallées en garantissant, en échange de la gabelle du sel, la sécurité des convois.
Le transport sur terrains accidentés se faisait à dos de mule étant donné que les étroits sentiers muletiers ne permettaient pas le passage de charrettes.
En plaine, le transport était effectué de préférence par voie fluviale pour limiter les coûts, avec de grandes barges qui pouvaient transporter jusqu’à 60 tonnes de sel par voyage. Dans le canton du Valais, le transport du sel fut facilité par la construction du Canal Stockalper, dans la partie suisse de la vallée du Rhône, de Collombey-Muraz à Port-Valais et se jeter dans le lac Leman.
Les routes du sel ont perdu leur valeur commerciale et sont devenues des lieux d’excursion ou de grande randonnée, dans un environnement naturel préservé.

### Antiquité

#### La Via Salaria
La Via Salaria est une ancienne voie romaine, destinée au transport du sel (d'où son nom) qui allait de Rome, par la Porta Salaria dans le mur d'Aurélien, à Castrum Truentinum (Porto d'Ascoli) sur la côte de la mer Adriatique, à 242 km. Elle longeait la rive gauche du Tibre (à l'embouchure), puis passait par Reate (Rieti) et Asculum (Ascoli Piceno).

## Sources
- (it) Cet article est partiellement ou en totalité issu de l’article de Wikipédia en italien intitulé « Vie del sale » (voir la liste des auteurs) le 03/11/2012.